# Punk rock
El punk rock (sovint anomenat simplement punk) és un gènere de música rock i un moviment cultural que neix a mitjans dels anys 70, principalment al Regne Unit i als Estats Units. Les arrels musicals del punk rock es troben en els grups de garage rock americans i de beat britànics dels anys 60, en el pub rock i glam rock britànics de principis dels 70 i, finalment, en els grups del que s'anomena "proto-punk" americans de principis dels 70 com The Stooges i New York Dolls.

## Història
El punk rock, com a estil musical, va néixer als Estats Units en part com a reacció als excessos dels "grans" grups de principis de la dècada de 1970, suposant un retorn del "rock and roll" als principis de proximitat amb el públic, passió per sobre d'habilitat tècnica i potència per sobre de virtuosisme, resultant en un gènere molt directe i amb esperit amateur (en català aficionat). El terme "punk rock" fou encunyat i popularitzat pels redactors de la revista Creem per descriure l'estil simplista i cru de les bandes de Rock de garatge de la dècada de 1960, influenciats pel seu afecte pels còmics i la música dels proto-punks The Stooges, New York Dolls i The Dictators, i la primera banda pròpiament punk foren Ramones. La seva fórmula es basava a minimitzar el rock a uns quants acords lineals, amb forta distorsió i tocats a gran velocitat (si més no pels patrons d'aquella època), aconseguint un so que ha estat descrit com a "wall of sound" (mur de so).
Això, no obstant, és al Regne Unit, on el punk neix com a subcultura o moviment cultural. La inestabilitat social del moment fa que certs joves descontents trobin en el punk rock una via per expressar els seus sentiments de frustració, ràbia i inconformisme. Els grups londinencs de punk com els Sex Pistols, The Clash, The Damned, The Boomtown Rats o The Stranglers sorgeixen, en gran part, inspirats pels Ramones, i fan que el punk esclati musicalment i culturalment, escandalitzant bona part de la societat anglosaxona amb la seva actitud provocativa i extremadament irreverent. Als Estats Units també sorgeixen nous grups que segueixen les petjades dels Ramones, com The Misfits i els Dead Kennedys, que poden variar la temàtica de la seva música però que comparteixen una actitud.
El punk havia obtingut tant d'èxit comercial que ha perdut la seva autenticitat i el seu missatge irreverent, tornant-se poc més que una moda, però al començament de la dècada de 1980 una nova onada de grups sorgeix i radicalitza el moviment una estètica més dura i provocativa i un nou estil musical igual de dur. Grups com GBH, The Exploited i Discharge al Regne Unit i Black Flag, Minor Threat i Bad Brains als EUA, entre d'altres, representen un ressorgir del missatge original del moviment i un nou estil dins del punk rock, el hardcore punk, caracteritzat per la seva gran velocitat i agressivitat musical, present tant en el so com en la forma de tocar, i la temàtica de les cançons. Un altre estil anomenat Oi!, exclusivament britànic i inspirat per bandes com Cock Sparrer i Sham 69, sorgeix i personifica la vertent obrera del punk, adquirint suport no només de punks sinó també de skinheads, ja que representa una forma d'expressió de la vida de la classe treballadora, des de temes com la feina, l'atur o la repressió policial fins a l'alcohol, el futbol o la violència.
Paral·lelament, cap a la fi dels anys 70 nous grups inspirats en la música i l'actitud punk sorgeixen i representen una evolució del punk rock anomenada post-punk, practicant un estil molt més introvertit, complex, experimental, i molts cops fosc, però retenint la base del punk tant musicalment com en termes d'actitud. Aquest gènere inclou grups com Joy Division, The Cure o Siouxsie and the Banshees, i la seva aportació dona pas al que més tard és anomenat "rock alternatiu".
La primera meitat dels 90 veu sorgir grups als Estats Units que configuren el que es podria considerar com a "tercera onada" del punk rock: The Offspring, Green Day i Rancid enriqueixen el punk rock musicalment amb un so més modern i variat (Rancid i el seu àlbum ...And Out Come the Wolves, encara que molt influït per The Clash, n'és un bon exemple). D'altra banda, alguns d'aquests grups també fan que el punk-rock es torni a comercialitzar per l'accessibilitat de la seva música i també a la seva temàtica més juvenil i informal (Green Day o el grup Blink 182 en són l'exemple perfecte). Això fa que molts punks rebutgin alguns dels nous grups i estils o que simplement siguin classificats com "pop punk".
A Catalunya, apareixen grups com La Banda Trapera del Río de la primera fornada, i Basura, Mortimer, i Último Resorte en la segona, i l'escena punk se centra en el bar Texas, a la Plaça Reial.

## Subgèneres
Com moviment creatiu, el so punk va donar aparició a nombrosos vessants i estils. Molts dels grups es movien d'un a altre gènere, existint diferents nivells de permeació, evolució i fusió, fent que es pugui parlar de bandes que encaixen en el perfil de més de dos subgèneres.

### L'escena hardcore
El hardcore punk fou la primera expressió als anys 70, més extrema, més ràpida i més agressiva. Destaquen bandes de la primera onada com Dead Kennedys, Black Flag, Bad Brains, Minor Threat, o Hüsker Dü.
Una part particularment activa de la cultura punk ha girat entorn dels vessants musicals de punk més enèrgic, conegudes com a hardcore que apareixen a partir de 1978. A partir dels anys 80 el hardcore va esdevenir un estil de música molt imitat en molts països, per la seua facilitat de ser tocat i per l'energia que transmet per a una joventut buscant motivació i emocions. En sorgir aquest estil van fer presència un gran nombre de bandes amb missatges més radicals que els corrents anteriors, tant en posicionament d'anàlisi social i ideològic, com en altres temes sorgits també de la insatisfacció social, però que s'encaminarien cap a una temàtica positiva i motivacionista, de vegades fins i tot contrària a l'ús de drogues.
Amb el hardcore com leitmotiv s'ha generat un corrent d'activitat juvenil entorn dels seus propis plantejaments: generalment es coneix com a escena hardcore, i sol estar caracteritzada pels diversos elements a què s'estan fent referència com moviment punk, amb la particularitat d'una constant presència de grups i discos de música hardcore. Sovint, no és una escena tan centrada en l'estètica com el punk anterior, sinó més enfocada a posar-li música a formes de comunicació entre els jóvens tal qual són, però sense draps calents sobre la frustració social que els porta a interessar-se per una forma d'expressió com és el punk.
Les ciutats més destacades on es va desenvolupar el hardcore podrien ser Nova York, Los Angeles i Washington D.C., entre d'altres. Encara que tenen molts trets comuns, sobretot en les primeres èpoques dels 70 i 80, cada una va desenvolupar el seu particular estil i filosofia. L'escena hardcore es va difondre especialment a través de la subcultura del skate (vegeu skate punk).
El contingut més concís, en l'ideològic, de la música hardcore i de grups punk anteriors com Crass, va iniciar un debat entre el concepte de punk com a actitud i estètica, o com a posicionament cultural, social i econòmic.

### Hardcore melòdic
Basat en el hardcore punk, de ritmes ràpids i bases fortes de guitarra, però amb interpretacions vocals melòdiques, iniciat per Bad Religion.

### Skate punk
Generalment d'estil hardcore o hardcore melòdic, grups relacionats a la subcultura del skate, com ara Blink 182, Sum 41, Offspring, etc.

### Metalcore/Metal hardcore
El metalcore és la branca del hardcore punk que es combina amb el gènere metal, accelerant aquest últim, arribant a un ritme ràpid, com D.R.I. o Suicidal Tendencies. Aquest estil ha influït en el thrash metal (grups com Metallica o Anthrax). Sovint també amb alta harmonia i diversitat de sons, i caixes amb els peus.

### Post-punk
El post punk és un moviment de la música rock que arrenca a finals de la dècada de 1970, tot seguit de l'explosió inicial del punk rock de mitjans dels 1970. Aquest gènere reté les seues arrels del moviment punk, amb la filosofia del fes-ho tu mateix, retornant als clàssics i als tres acords amb un so lo-fi, intentant retornar a l'energia del rock and roll però d'una manera més complexa, experimental i introvertida, caracteritzada per la desceleració del ritme, la tristesa en les lletres i el dol pel punk encapçalat per la frase "Punk is Dead". Està representat per bandes com Siouxsie and the Banshees, Joy Division o Bauhaus.
El Post-punk revival és un gènere desenvolupat a finals de la dècada de 1990 i principis de la dècada de 2000, inspirat en els sons i estètica del garage rock de la dècada de 1960 i el new wave i post-punk de la dècada de 1980 amb bandes com the Strokes, the Libertines, the Killers, Franz Ferdinand, the White Stripes, the Kooks, Interpol, the Vines, the Hives, Bloc Party, Arctic Monkeys, the Cribs i Kaiser Chiefs, que a final de la dècada s'havien desbandat, mogut a altres projectes o posades en suspens, perquè algunes van retornar en la dècada de 2010.

### No wave
Moviment abstracte i música experimental de Nova York, Lydia Lunch, James Chance, DNA, Art Linsey, Glenn Branca, Sonic Youth, Birthday Party.

### Ska-Punk
És el so del punk combinat amb el ska, amb ritmes ràpids i ús d'instruments com trompetes o saxofons. Els exemples més significatius estan en Operation Ivy, a qui molts assenyalen com els pioners, Rancid, Skankin Pickle o Less Than Jake, diverses cançons de NOFX i Propagandhi, etc.

### Horror punk
Es caracteritza, principalment, per les seves lletres relacionades amb les pel·lícules de terror i de Sèrie-B i tota la imatge que les acompanya, com zombis, ghouls, vampirs, esquelets, etc, i amb una imatge similar, usant maquillatge, pentinats (com el Devilock, popularitzat per la pionera banda The Misfits), etc. Algunes bandes són The Misfits, Creepersin, Diemonsterdie i The Distillers entre d'altres.

### Moviment gòtic
És la branca del punk que barreja el punk i el moviment estètic gòtic. AFI o Parálisis Permanente s'inclouen dins d'aquesta categoria.

### Cyberpunk
El cyberpunk va sorgir com a gènere cinematogràfic de ciència-ficció. Es basa en els supòsits d'una societat futura hipertecnològica, i recrea situacions en què les màquines i el poder polític i econòmic han desnaturalitzat la societat humana. D'aquest gènere sorgix una filosofia i estètica que adapta la crítica social i l'activisme a un món cada vegada més tecnologitzat, en el qual aquesta tecnologia pot servir per a interessos mediàtics, econòmics, militars o geopolítics, atropellant drets humans i socials a través dels buits legals sobre els quals innova.
Aquesta temàtica enllaça amb els nous corrents filosòfics i sociològics que analitzen el significat de la veritat com un consens, i els enganys convencionals que poden sorgir d'això. Un exemple d'aquesta proposta filosòfica són les pel·lícules Matrix i Blade Runner (sent aquesta última la precursora i principal font d'inspiració del gènere). Aquests corrents guarden alguns paral·lelismes amb la filosofia oriental.

### Punk-pop
Musicalment més melòdic i net, aquest oblida els dogmes de l'anarquisme, sorgeix principalment en els Estats Units, popularitzat en els 90 com a part de la "segona onada punk" per bandes com, Blink 182, Green Day, The Offspring, Fall Out Boy.

### Oi!
També anomenat street punk, relacionat amb la lluita obrera i la unitat entre punks i skinheads.

### Anarcopunk
Grups que enllacen la seva música amb temàtiques o pràctiques anarquistes. Grups com  Eskorbuto, Sin Dios, Crass o Subhumans.